# Sonate K. 405
La sonate K. 405 (F.351/L.43) en la majeur est une œuvre pour clavier du compositeur italien Domenico Scarlatti.

## Présentation
La sonate K. 405, en la majeur, est notée Allegro. Son mouvement à 
 évoque soit la gigue, soit la tarentelle italienne, ou encore la Bulería espagnole qui peut aussi être la source d'inspiration de Scarlatti.

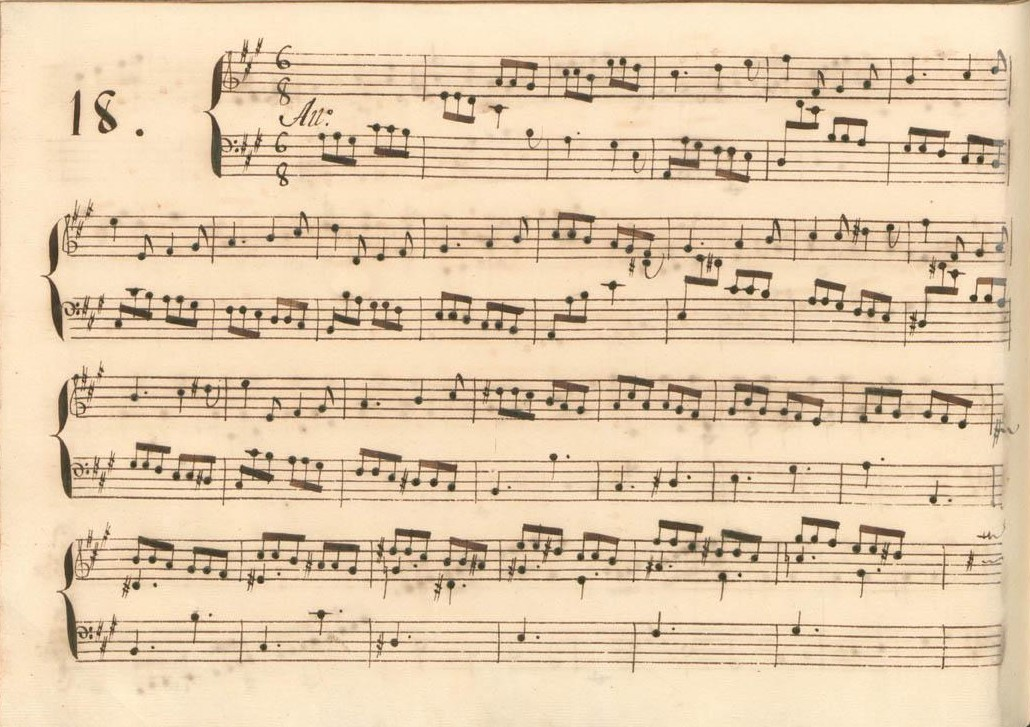
Début de la sonate, extraite du volume XI du manuscrit de Parme.

## Manuscrits
Le manuscrit principal est le numéro 18 du volume IX de Venise (1754), copié pour Maria Barbara ; les autres sont Parme XI 18, Münster III 50 et Vienne E 45.

## Interprètes
La sonate K. 405, peu jouée, est défendue au piano, notamment par Ievgueni Zarafiants (1999, Naxos, vol. 6) et Carlo Grante (2013, Music & Arts, vol. 5) ; au clavecin par Scott Ross (1985, Erato), Richard Lester (2003, Nimbus, vol. 4) et Pieter-Jan Belder (Brilliant Classics, vol. 9) et Pierre Hantaï (2015, Mirare). David Schrader l'a enregistrée au piano-forte (1997, Cedille).

## Sources
: document utilisé comme source pour la rédaction de cet article.
- Ralph Kirkpatrick (trad. de l'anglais par Dennis Collins), Domenico Scarlatti, Paris, Lattès, coll. « Musique et Musiciens », 1982 (1re éd. 1953 (en)), 493 p. (ISBN 978-2-7096-0118-4, OCLC 954954205, BNF 34689181).
- Alain de Chambure, « Domenico Scarlatti : Intégrale des sonates — Scott Ross », Erato (2564-62092-2), 1985 (OCLC 891183737) .